# Haskala
Haskala of haskalah (השכלה, Hebreeuws voor verlichting) was een joodse beweging die in de tweede helft van de 18e eeuw in Europa ontstond als het joodse equivalent van de Europese Verlichting. Aanhangers van de beweging bepleitten een betere integratie van de Joden in de Europese samenleving en het geven van beter onderwijs. Haskala had zijn oorsprong in het Duitse jodendom.
Belangrijke representanten waren onder anderen
- Moses Mendelssohn (1729-1786), die scheiding van kerk en staat bepleitte, zowel Pruis als Jood wilde zijn en voor het gebruik van de Duitse taal was;
- Samson Raphael Hirsch (1808-1888), die vond dat hoe meer een Jood jood was, hoe universeler hij moest zijn in zijn visies en aspiraties;
- Hermann Cohen (1842-1918) die geen contradictie erkende tussen het jodendom en de universele 'religie van de rede'.

De haskala heeft zowel zionisme als antizionisme voortgebracht.